# Джули Адамс
Джули Адамс (на английски: Julie Adams) е американска актриса. 

## Биография
Родена е на 17 октомври 1926 година в Ватерло, Айова. Дъщеря е на родените в Арканзас родители Естер Гертруда (Бекет) и Ралф Адамс, който е купувач на памук.  Семейството ѝ непрекъснато се е местело, най-дълго тя живее в Блайтвил, Арканзас осем години. През 1946 г. на 19-годишна възраст, тя е коронясана за „Мис Литъл Рок“ и след това се премества в Холивуд, Калифорния, за да продължи актьорската си кариера.  Адамс работи като секретарка на непълно работно време и започва филмовата си кариера във уестърни.

### Личен живот
Джули Адамс е омъжена за сценариста Леонард Б. Стърн от 1951 г., но се развежда през 1953 г.  След това тя се омъжва за актьора и режисьор Рей Дантън през 1954 г. , но се развежда през 1981 г. Те имат двама сина: Стивън Дантин (р. 1956) помощник-режисьор и Мичъл Дантън (р. 1962) редактор. 

### Смърт
Джули Адамс умира на 3 февруари 2019 г. в Лос Анджелис, Калифорния на 92 години.  Останките ѝ са погребани в гробището Оук Ридж в Малвърн, Арканзас. 

## Избрана филмография
| Година | Филм                    | Оригинално заглавие       | Роля           | Режисьор    |
| ------ | ----------------------- | ------------------------- | -------------- | ----------- |
| 1952   | Завоят на реката        | Bend of the River         | Лаура Бейл     | Антъни Ман  |
| 1952   | Хоризонт в прерията     | Horizons West             | Лорна Хардин   | Бъд Бетикър |
| 1953   | Станцията на река Апачи | The Stand at Apache River | Валъри Кендрик | Лий Шолем   |